# Josef Ceregetti

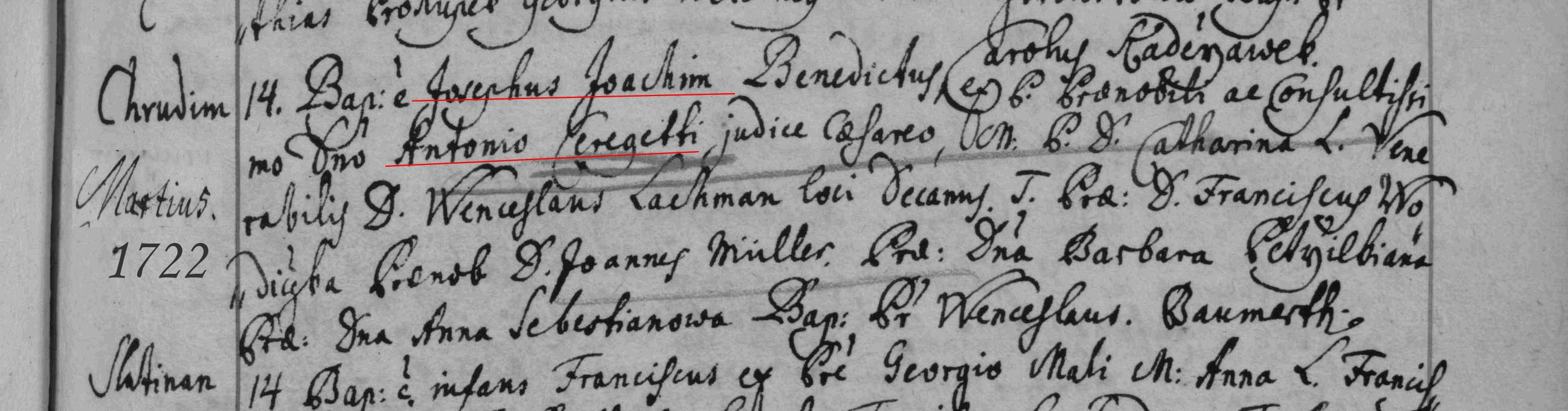
matriční zápis o křtu Josefa Ceregettiho (matrika NOZ 1715-1736 farnost Chrudim (SOA Zámrsk))

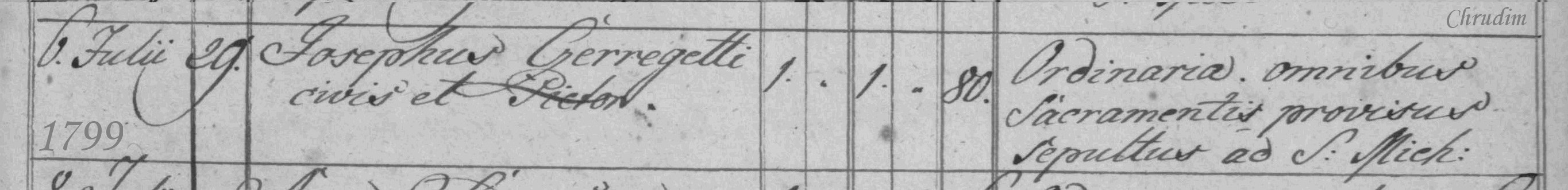
matriční zápis o úmrtí Josefa Ceregettiho (matrika Z 1784-1799 Chrudim (SOA Zámrsk))

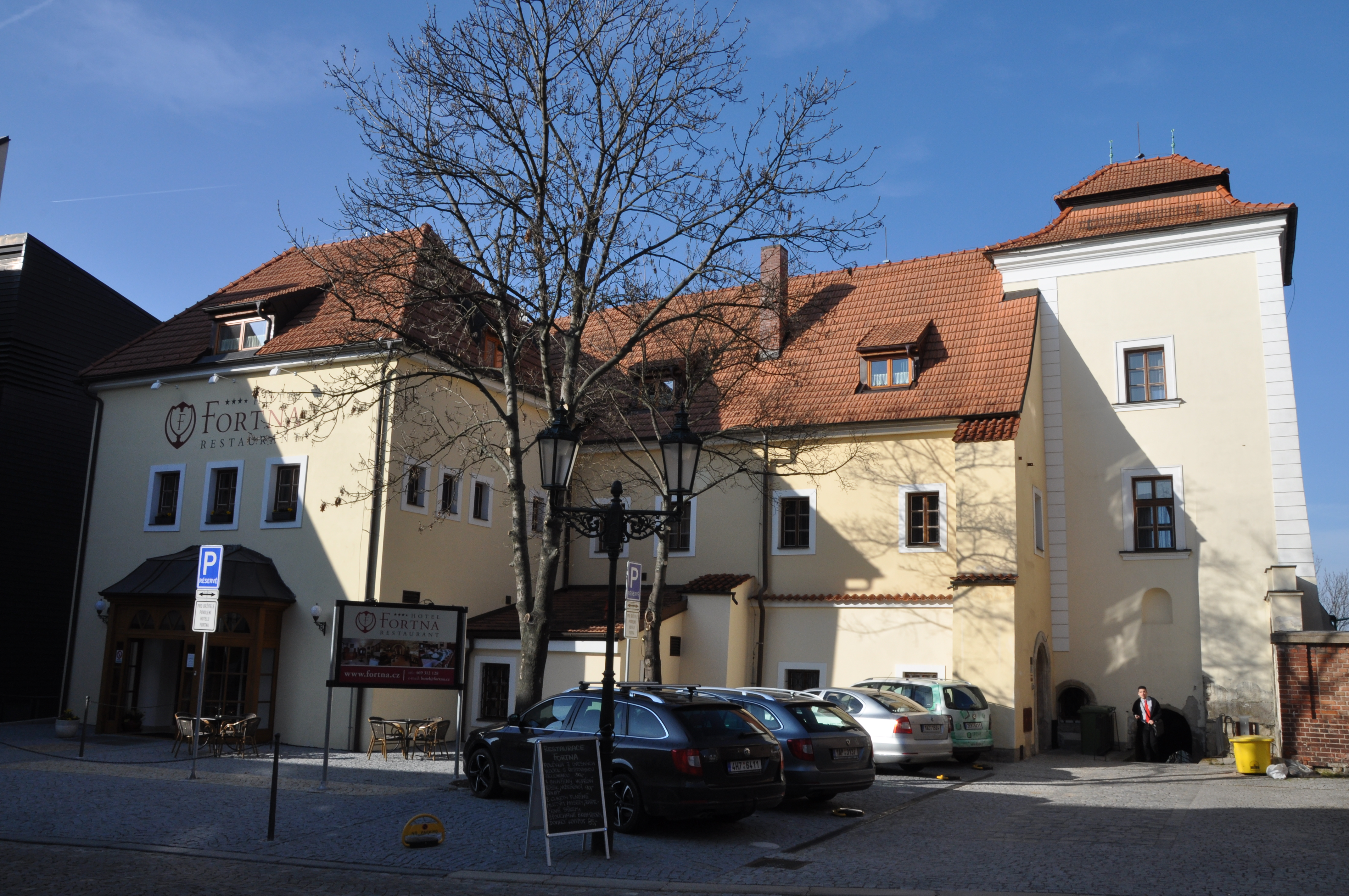
Ceregettiho dům v Chrudimi

Josef Ceregetti (14. března 1722, Chrudim – 6. července 1799, Chrudim) byl malíř a literát.

## Život
Byl synem městského písaře Josefa Antonína Ceregettiho a Kateřiny Manové. Pravděpodobně prožil celý život v Čechách, neboť jeho domnělou studijní cestu do Itálie nelze doložit žádným z písemných pramenů. Pravděpodobně se vyučil malířem u zapomenutého Herrmanna. Roku 1752 se oženil s Barborou Tomáškovou, se kterou měl třináct dětí, z nichž šest zemřelo v útlém dětství. Uživit tak velikou rodinu bylo náročné i pro tak známou osobnost a tak umírá ve skromnějších podmínkách, než do jakých se narodil.
Živil se mj. malováním oltářních obrazů, které jsou dodnes dochovány v kostelích v Chrudimi, Platěnicích, Rakovníku, Trojovicích a Třebíči. Do kostela sv. Josefa v Chrudimi a do kostela augustiniánů v Litomyšli zpracoval obrazy křížové cesty. V roce 1778 prováděl v kostele sv. Josefa v Chrudimi obrazy na stěnách metodou al fresco. Významnou část jeho tvorby tvoří i portrétní obrazy. Maloval např. Karla Choceňského, nebo i samotného Josefa II. s manželkou. Je znám i tím, že v Chrudimi před kostelem prodával ve stánku vlastní svaté (devoční) obrázky sv. Salvátora. Ilustracemi doprovázel i knihy z nichž nejznámější je Tisíc a jedna noc a Historie Chrudimská (tzv. Ceregettiho kronika).

## Galerie

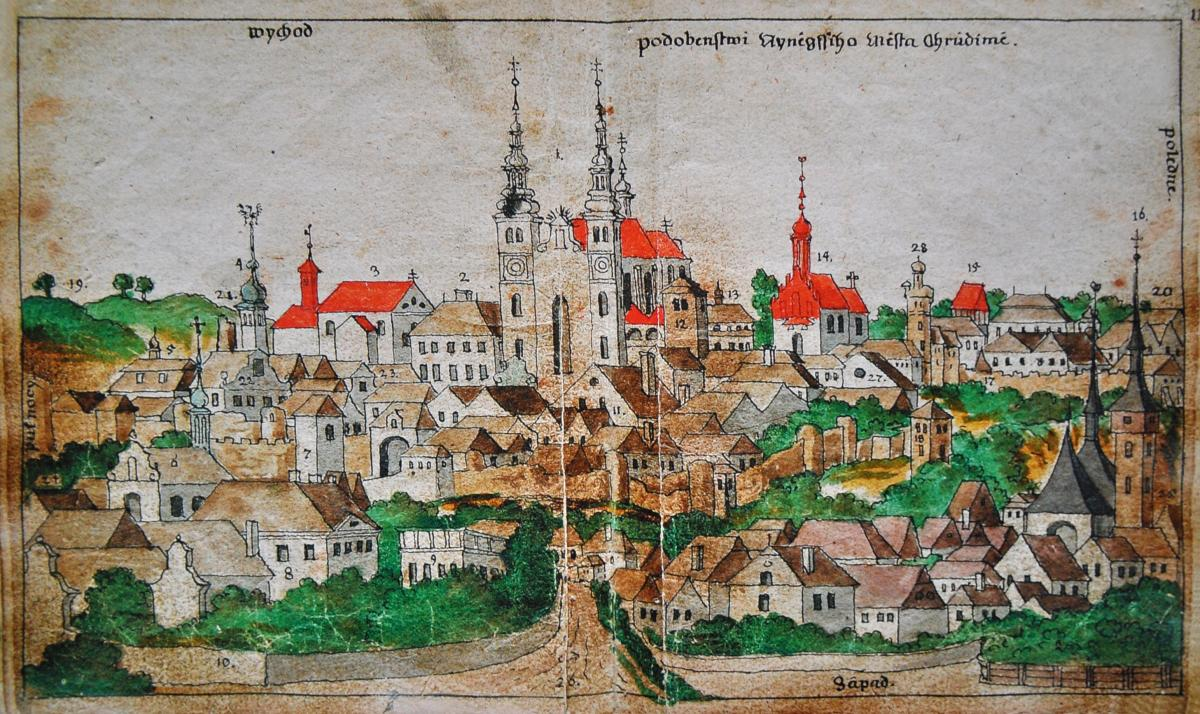
Chrudimská veduta

### Externí ogkazy
- Seznam děl v Souborném katalogu ČR, jejichž autorem nebo tématem je Josef Ceregetti
- Josef Ceregetti v informačním systému abART
- „Historia Chrudimská“ Josefa Ceregettiho